# 工芸科
工芸科（こうげいか）は、工芸についての教育研究を目的とした高等学校の学科の一つである。

## 工芸科をもつ日本の高等学校一覧
- 東京都立工芸高等学校　アートクラフト科　マシンクラフト科
- 富山県立高岡工芸高等学校　工芸科
- 石川県立工業高等学校　工芸科
- 三重県立伊賀白鳳高等学校　工芸デザイン科
- 香川県立高松工芸高等学校　工芸科
- 愛媛県立松山南高等学校砥部分校 - デザイン科のみの単科校